# Alatoz
Alatoz es un municipio español situado al sureste de la península ibérica, en la provincia de Albacete, dentro de la comunidad autónoma de Castilla-La Mancha. En 2020 contaba con 506 habitantes según los datos oficiales del INE. Está situado 46 km de la capital provincial. Pertenece a la comarca de La Manchuela.

## Símbolos
Como todo pueblo ha intentado perpetuar los hechos más representativos de su historia en el Escudo de Armas. En éste se adoptan las armas del apellido Pacheco, por haber pertenecido al marquesado de Villena y se incluye una flor de azafrán como importante fuente de riqueza. Es un escudo partido, en el primer cuartel de plata, dos calderas danteladas de oro y gules, en dos órdenes, con tres sierpes de sinople, saliendo de cada lado del asa de cada una de las calderas. El segundo, de oro, una flor de azafrán, en su color, timbrado con Corona Real.

## Geografía

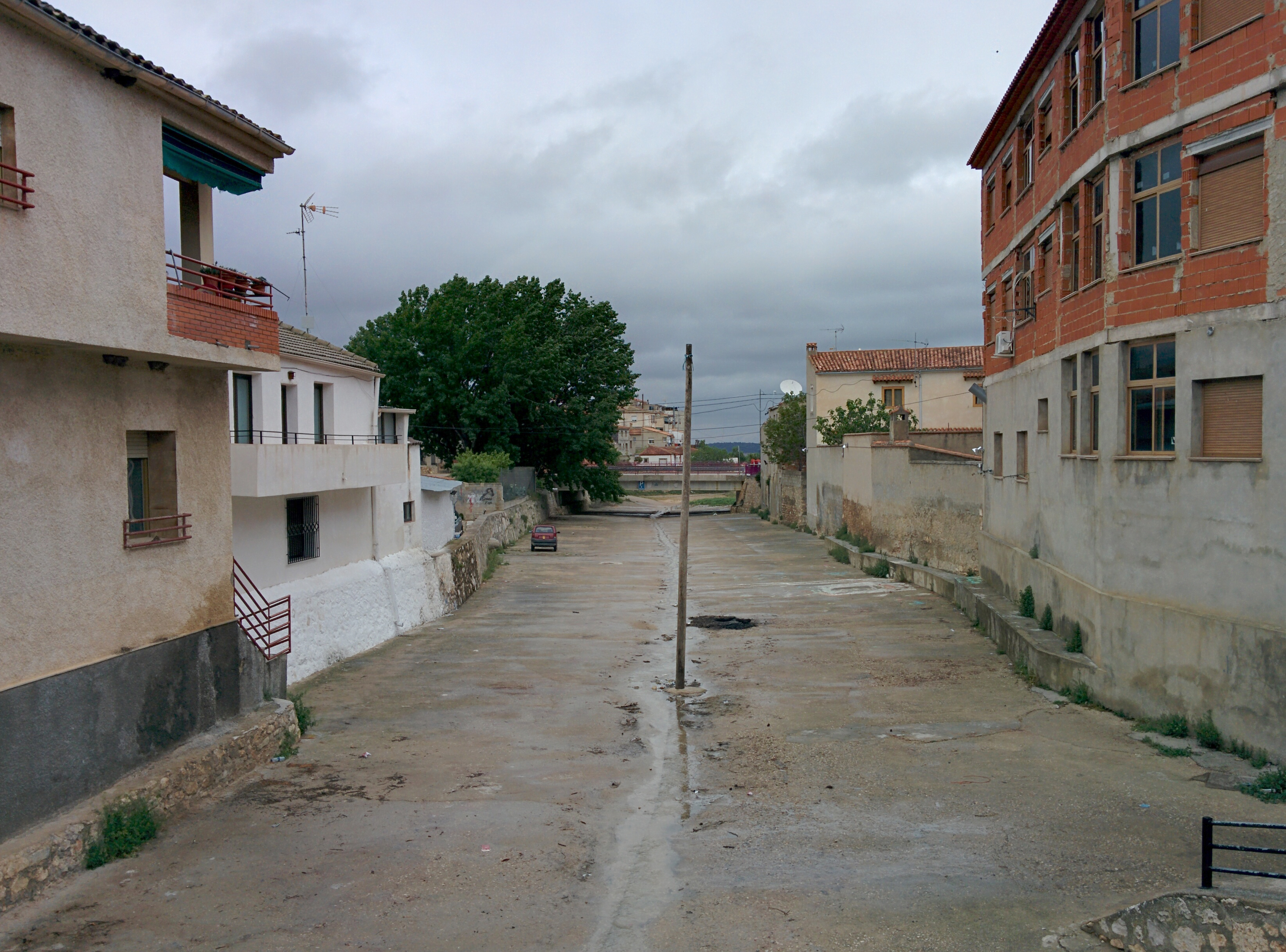
Barranco del Reventón, a su paso por Alatoz

El término municipal de Alatoz limita tan sólo con otros municipios pertenecientes a su misma provincia: Alcalá del Júcar, Alpera, Higueruela, Carcelén, La Recueja, Jorquera y Pozo-Lorente.

## Historia
El antiguo nombre del pueblo era La Toz. De esta palabra deriva el nombre actual por lo que la "leyenda" que sostiene que el nombre deriva del dicho "vamos al hato" de los pastores, carece de fundamento.
Según el Censo de Vecindarios de la Corona de Castilla realizado en 1591, Alatoz contaba con 17 vecinos.
La localidad de Alatoz pertenecía al Estado de Jorquera y a su vez al marquesado de Villena. Hasta que se creó la provincia de Albacete en 1833, Alatoz perteneció al Partido de Cuenca y, por tanto, a la Corona de Castilla. Sin embargo, eclesiásticamente perteneció a la diócesis de Cartagena hasta que fue creada la de Albacete en 1950.

## Geografía humana

### Demografía
Cuenta con una población de 497 habitantes (INE 2024).
| Gráfica de evolución demográfica de Alatoz entre 1842 y 2021                                                          |
| |
| Población de derecho según los censos de población del INE. Población de hecho según los censos de población del INE. |

| 1900 | 1910 | 1920 | 1930 | 1940 | 1950 | 1960 | 1970 | 1981 | 1991 | 1996 | 2001 | 2010 | 2011 | 2015 | 2020 |
| ---- | ---- | ---- | ---- | ---- | ---- | ---- | ---- | ---- | ---- | ---- | ---- | ---- | ---- | ---- | ---- |
| 1192 | 1346 | 1477 | 1873 | 1442 | 1541 | 1291 | 1042 | 873  | 713  | 683  | 648  | 599  | 604  | 610  | 506  |

### Economía
La base fundamental de la economía de Alatoz ha sido la agricultura. A principios del siglo XXI sigue teniendo gran peso. En el término municipal se encuentran olivos, almendros y cereales, pequeños huertos y fuentes naturales.
A principios de la década de 1990, se creó en Alatoz la Sociedad Cooperativa Agraria Nuestra Señora del Rosario dedicada, principalmente, a la fabricación y elaboración de aceite.

### Comunicaciones
Desde Albacete se accede por la carretera comarcal CM-332. Desde Almansa, por la A-31 hasta el cruce con Alpera y entonces continuar por la CM-3201.

## Patrimonio

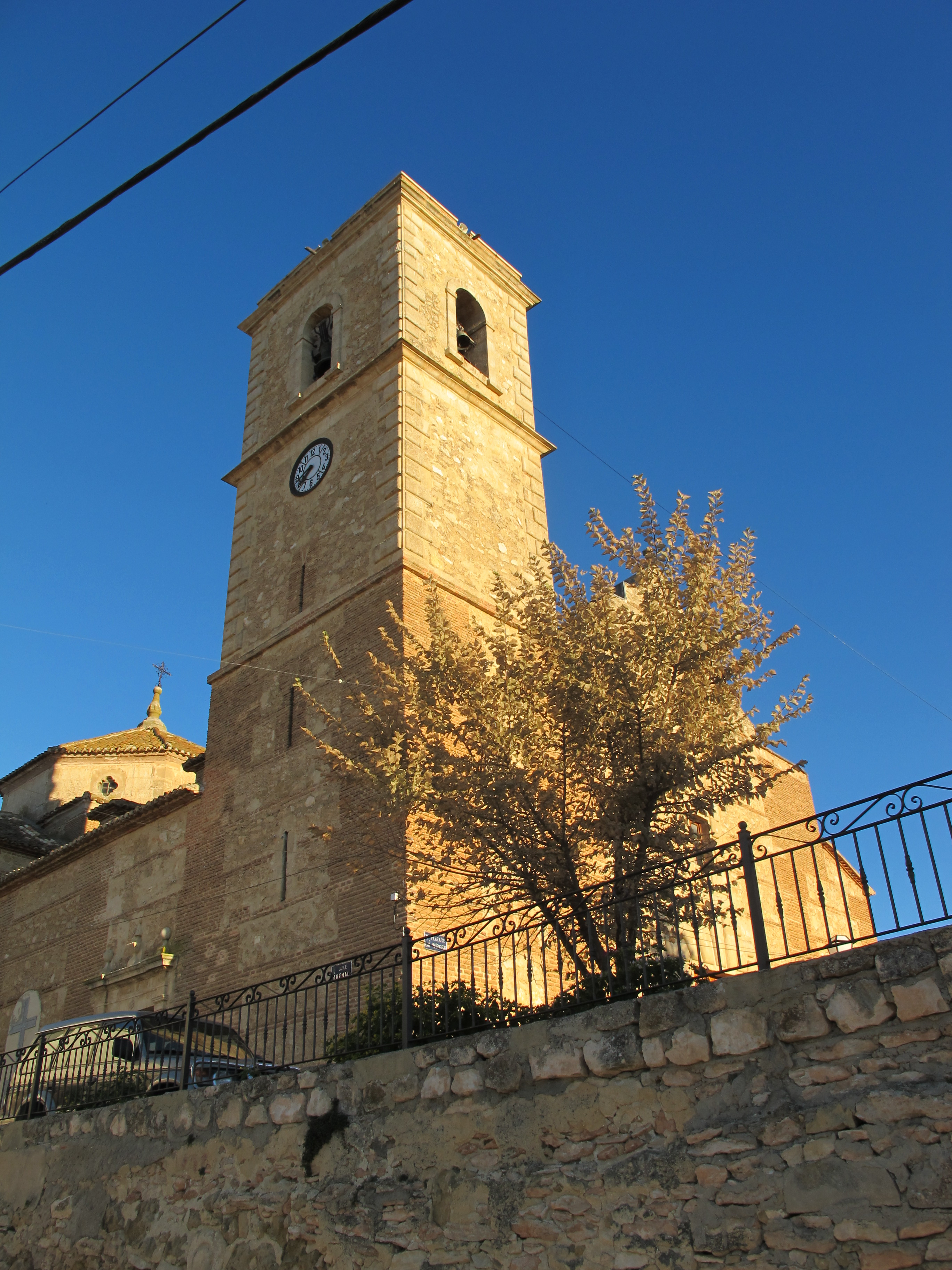
Torre de la iglesia.

### Iglesia parroquial de San Juan Bautista
Como monumento hay que destacar la maravillosa iglesia parroquial de San Juan Bautista, que fue restaurada hace poco tiempo. Está declarada Bien de Interés Cultural desde el 24 de noviembre de 1983. Identificadores del bien otorgados por el Ministerio de Cultura: RI-51-0004983 y RI-51-0007103.

### Camino de Santiago de la Lana
A finales del siglo XX tomó gran importancia la difusión de los diferentes Caminos de Santiago que recorren la provincia de Albacete, entre ellos la Ruta de la Lana. Este camino une la ciudad de Alicante con la de Burgos, donde se une con el Camino Francés, y recorre la provincia de Albacete desde Almansa hasta Villamalea, pasando también por los términos municipales de Bonete, Alpera, Alatoz, Alcalá del Júcar y Casas-Ibáñez.
Para investigar, recuperar, proteger y divulgar estos caminos históricos, se creó en 2005 la Asociación de Amigos del Camino de
Santiago de Albacete, cuya sede está en Alatoz.
El recorrido de la Ruta de la Lana en Alatoz recorre el Vallejo del Hontanar por la Vereda Real del Hontanar o Camino de Alpera a través de hermosos paisajes. En él aún se pueden ver los restos de una Venta (Los Blasotes) y huellas de los carros que recorrían estos caminos antiguamente, en algunos tramos rocosos del camino.
De la importancia de estas vías pecuarias en siglos pasados da fe la existencia, a principios del siglo XX, de hasta cuatro posadas en Alatoz, además de la antigua Venta de Los Blasotes.
Desde Alatoz, por el Camino de Alcalá y la Cañada de La Gitana, continúa hacia Alcalá del Júcar, en dirección a Cuenca y Burgos.

## Cultura
- Quincena Cultural (del 1 al 15 de agosto), organizada por el Ayuntamiento y en la que colaboran, con actividades de todo tipo, las diferentes asociaciones culturales de la localidad: Asociación de Amas de Casa María Inmaculada, Asociación Musical Virgen del Rosario, Asociación Cicloturista, Asociación de Amigos del Camino de Santiago de Albacete, Asociación Montes del Malafaton-Ecologistas en Acción, Asociación de Jubilados y Pensionistas San Juan Bautista, Asociación de Colombicultura de Alatoz, asociación juvenil La Rambla y asociación cultural Al'Hato.

- Conciertos: son tradicionales los que celebra la Asociación Musical Virgen del Rosario: concierto de Santa Cecilia (22 de noviembre) y el concierto de Navidad (23 de diciembre).

### Fiestas
- Fiestas patronales: San Juan Bautista (24 de junio) y primer domingo de octubre (fiestas de la Virgen del Rosario).
- Otras fiestas: San Antón (17 de enero), San Blas (2 de febrero) y las Fiestas del Turista (15 de agosto).
- Cabalgata de los Reyes Magos (5 de enero).
- San Isidro: concurso de corte (arada con tractor) y gazpachada popular.